# Rubrica (Microsoft Windows)
Rubrica di Windows è un componente di Microsoft Windows che consente agli utenti di mantenere un unico elenco di contatti che possono essere condivisi da più programmi. Esso è comunemente utilizzato da Outlook Express. È stato introdotto con Internet Explorer 3 nel 1996 e migliorato nelle versioni successive. L'API  Windows Address Book può eseguire una query Server LDAP o dati in lettura/scrittura locali file wab. In Windows Vista, Windows Address Book è stato sostituito con Contatti Windows. La rubrica di Windows è un'applicazione che dispone di un database locale e l'interfaccia utente per la ricerca e la modifica di informazioni sulle persone, rendendo possibile ai server di directory di rete query utilizzando Lightweight Directory Access Protocol.

## Funzionalità

Rubrica di Windows in Windows XP

- Può memorizzare le informazioni di contatto complete nelle schede compresi i dati personali e le informazioni aziendali
- Si integra con Outlook Express.
- Le applicazioni possono inoltre estendere funzionalità quali l'aggiunta di ulteriori schede e campi per memorizzare informazioni aggiuntive personalizzate o la personalizzazione della barra degli strumenti.
- È possibile memorizzare contatti all'interno di gruppi di contatti e cartelle.
- Puoi selettivamente inviare e-mail ai contatti solo in testo normale per una maggiore sicurezza.
- Puoi esportare ed importare schede a e da vCard 2.1 e Formati CSV. Può anche importare da LDIF e altri formati.
- Cercare le voci nel database di contatto, organizzare i contatti per nome o cognome.
- Aggiunge automaticamente i contatti da messaggi e-mail ricevuti.
- Stampe gli elenchi di contatti con stili tipo: nota, business card o elenco telefonico.